# Ernest Beaux
Ernest Beaux (Mosca, 8 dicembre 1881 – Parigi, 9 giugno 1961) è stato un profumiere francese, creatore del celebre profumo Chanel No. 5.

## Biografia
Secondogenito del creatore di profumi francese Edouard Beaux, che aveva lavorato con l'azienda russa Alphonse Rallet & Co., azienda di profumeria al servizio dello zar. nel 1902 Ernest Beaux inizia a lavorare presso la Rallet. Nel 1912 realizza la sua prima fragranza di successo Bouquet de Napoleon, con la quale celebra il centenario della battaglia di Borodino, a cui segue Bouquet de Catherine, omaggio a Caterina II di Russia, in seguito ribattezzato Rallet N°1. Quest'ultima essenza fu realizzata nel 1913 in occasione del tricentenario della dinastia dei Romanov; contemporaneamente, per la stessa occasione, il profumiere Henry Brocard dedicava all'ex imperatrice Marija Fëdorovna il profumo Le Bouquet Préféré de l'Impératrice, più tardi noto come Krasnaya Moskva.
Nel 1922, dopo la prima guerra mondiale, Ernest Beaux incontrò Coco Chanel a Cannes, mentre era al lavoro sulle aldeidi. La stilista francese commissionò a Beaux la realizzazione di un profumo, e l'uomo presentò a Chanel un ventaglio di possibilità, dal quale fu scelta la quinta boccetta di profumo, che fu chiamata appunto Chanel No. 5. In seguito Ernest Beaux realizzò anche Chanel No. 22 e Cuir de Russie, prima di passare a lavorare per la Maison Charabot.

## Creazioni
- Bouquet de Napoleon (1912)
- Bouquet de Catherine (1913)
- Rallet Nº 1 (1914)
- Rallet Le Gardenia (1920)
- Chanel No. 5 (1921)
- Chanel No. 22 (1922/1926)
- Cuir de Russie (1924)
- Gardénia (1925)
- Bois des Îles (1926)
- Soir de Paris (1929)
- Kobako (1936)
- Mademoiselle Chanel Nº 1 (1946)
- Mademoiselle Chanel Nº 2 (1946)
- Premier Muguet (1955)